# 皮拉 (韦尔切利省)

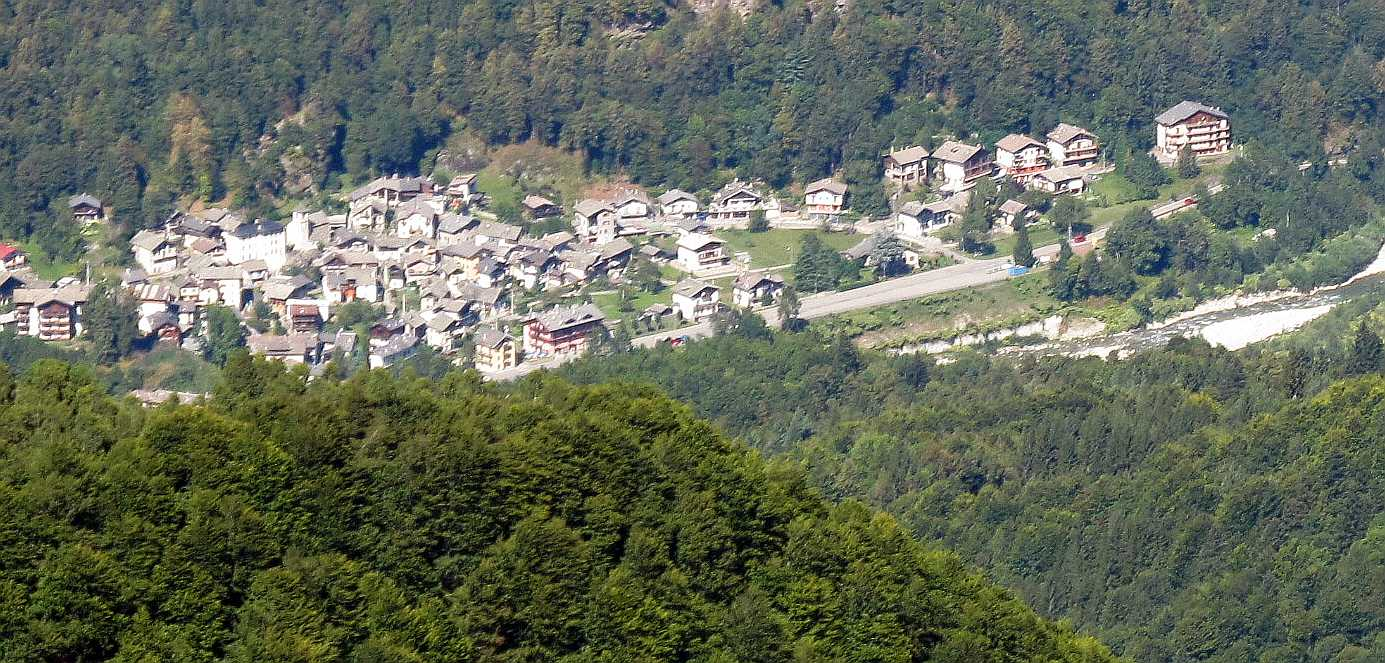
全景图

皮拉（義大利語：Pila）是意大利皮埃蒙特大区韋爾切利省的市镇。位于都灵东北80公里、韦尔切利西北60公里处，面积为8.7平方公里，人口数量为118人（2004年）。